# North District FC
Der North District Football Club (chinesisch 北區足球會) ist ein 2002 gegründeter Fußballverein aus Hongkong. Aktuell spielt der Verein in der ersten Liga, der Hong Kong Premier League.

## Namenshistorie
| Jahr          | Vereinsname                              |
| ------------- | ---------------------------------------- |
| 2002 bis 2012 | North District (北區)                    |
| 2012 bis 2015 | Rainbow Legend North District (彩俊北區) |
| 2015 bis 2016 | REX Global North District (御濠北區)     |
| 2016 bis 2023 | Golik North District (高力北區)          |
| 2023 bis      | Crownity North District (均業北區)       |

## Erfolge
- Hongkongnesischer Viertligameister: 2017/18
- Hongkongnesischer Drittligameister: 2018/19

## Stadion
Der Verein trägt seine Heimspiele im North District Sports Ground in Sheung Shui aus. Das Stadion hat ein Fassungsvermögen von 2500 Personen.

## Trainerchronik
| Trainer               | Nation   | von               | bis           |
| --------------------- | -------- | ----------------- | ------------- |
| Lam Hiu-Fung          | Hongkong | 1. Juli 2016      | 31. Mai 2017  |
| Choi Chung-Yin Johnny | Hongkong | 6. September 2019 | 22. Juni 2023 |
| Leung Chi-Wing        | Hongkong | 10. Juli 2023     |               |

## Aktueller Kader
Stand: 21. Oktober 2023
| Nr. |           | Position | Name            |
| --- | --------- | -------- | --------------- |
| 1   | Hongkong  | TW       | Lam Chun Kit    |
| 2   | Hongkong  | AB       | Cheung Chun Hin |
| 3   | Brasilien | AB       | Pedrão          |
| 4   | Brasilien | AB       | Neném           |
| 6   | Hongkong  | AB       | Yip Cheuk Man   |
| 7   | Brasilien | ST       | Matheus Porto   |
| 8   | Brasilien | MF       | Itallo          |
| 9   | Hongkong  | ST       | Lo Kong Wai     |
| 10  | Hongkong  | MF       | Law Hiu Chung   |
| 11  | Brasilien | MF       | Kendy           |
| 13  | Hongkong  | ST       | Chu Wai Kwan    |
| 14  | Hongkong  | MF       | Ho Chun Ting    |
| 16  | Hongkong  | TW       | Cheung Kwai Wa  |
| 17  | Hongkong  | MF       | Chow Ka Lok     |
| 18  | Hongkong  | MF       | Dai Tsz Hin     |

| Nr. |          | Position | Name           |
| --- | -------- | -------- | -------------- |
| 19  | Hongkong | TW       | Tong Chun Hung |
| 20  | Hongkong | MF       | Chan Yiu Yin   |
| 21  | Hongkong | MF       | So Kai Tsun    |
| 22  | Hongkong | MF       | Lau Kwan Ching |
| 27  | Hongkong | MF       | Lam Lok-Kan    |
| 29  | Hongkong | MF       | Jason Yau      |
| 33  | Hongkong | AB       | Siu Sai Chung  |
| 47  | Hongkong | ST       | Naveed Khan    |
| 70  | Hongkong | MF       | Chan Hung Yiu  |
| 73  | Hongkong | ST       | Wong Wai Kwok  |
| 75  | Hongkong | MF       | Lee Wan Lok    |
| 77  | Hongkong | AB       | Ho Chun Ho     |
| 94  | Hongkong | AB       | Marco Wegener  |
| 99  | Hongkong | MF       | Chan Ho Ka     |